# Thám tử lừng danh Conan: Truy lùng tổ chức Áo Đen
Thám tử lừng danh Conan: Truy lùng Tổ chức Áo Đen (名探偵コナン 漆黒の追跡者 Meitantei Konan Shikkoku no Cheisā) là bộ phim hoạt hình chính thứ 13 của bộ truyện tranh Thám tử lừng danh Conan với nhân vật chính là Shinichi Kudo. Bộ phim đã ra mắt vào ngày 18 tháng 4 năm 2009 tại Nhật Bản. Sau khi công chiếu, bộ phim đã đạt được doanh thu kỷ lục là 3,5 tỉ ¥ (tương đương với khoảng 35 triệu đô la Mỹ). Bộ phim là phim đạt doanh thu cao nhất trong các phim chủ đề của loạt phim Thám tử lừng danh Conan   (đến năm 2013). Tại Việt Nam phim được chiếu trên kênh HTV3 lần đầu vào ngày 26 tháng 2 năm 2017.

## Nội dung
Cảnh mở màn với việc Conan đang chuẩn bị đồ cho chuyến đi sắp tới cùng đội Thám tử nhí, sau đó nghe được một tiếng động lạ, khi trở về phòng thì phát hiện ra Gin và Vodka, bọn chúng khống chế Conan và nói rằng đã phát hiện được thân phận thật sự của Kudo Shinichi, bất ngờ Ran đi xuống để kiếm Conan. Vodka đã đứng sẵn ở cửa chờ Ran vào và bắn chết, mặc cho Conan có kêu la. Những tưởng đã kết thúc thì Conan bật dậy và nhận ra đó chỉ là mơ.
Ngày hôm sau, một người đàn ông lái xe trên một con đường sườn đồi nhận ra rằng phanh xe của mình đã bị hỏng. Chiếc xe đâm vào một trạm thu phí, khiến cho ông ấy thiệt mạng. Ông để lại một lời nhắn: " Tanabata. Kyo" bằng một quân Mạt chược bên cạnh mình. Trường hợp này cũng xảy ra với 6 người khác trong các tỉnh Tokyo, Kanagawa, Shizuoka, Nagano và quận khác của Nhật. Vì quân mạt chược bên trái cạnh mỗi nạn nhân, cảnh sát kết luận rằng đây là một kế hoạch giết người hàng loạt của Một tổ chức nào đó. Cảnh sát trên khắp Nhật Bản đoàn kết để giải quyết vụ án giết người hàng loạt này.
Sau một cuộc họp của các cảnh sát về trường hợp này, Conan phát hiện ra một sĩ quan cảnh sát bước vào một màu đen Porsche 356A của Gin. Cậu kết luận rằng một thành viên của Tổ chức Áo đen  cải trang thành một nhân viên điều tra đã thâm nhập vào cuộc họp. Xem quận Tanabata, cảnh sát và Conan vào trung tâm mua sắm. Và Conan phát hiện Vermouth ở bãi đậu xe. Cô tiết lộ rằng tổ chức Áo đen cần tìm một cái thẻ nhớ chứa đựng thông tin của những thành viên trong tổ chức, và người làm nhiệm vụ này là thành viên mới, "Irish".
Conan nhờ sự giúp đỡ của Heiji Hattori để giải quyết vụ án bằng cách đi theo sự hướng dẫn của lời nhắn. Cậu và Heiji tìm ra rằng hai năm trước đây, một vụ cháy trong một khách sạn ở Kyoto một phụ nữ trẻ đã thiệt mạng tên là Nanako Honjou ở tầng 6 của khách sạn, ở đó có chín người ở gồm Nanako và bạn trai, cùng với 7 người nạn nhân ở vụ án trên. Khi hoả hạn xảy ra, bạn trai của Nanako có việc phải ra ngoài nên không biết gì về vụ cháy, còn lại 8 người ở tầng 6 phải chạy vào thang máy để thoát, nhưng thang máy chỉ có thể chứa được 7 người, còn 8 người thì quá nặng, 1 người phải ra ngoài. Nanako đã bị 7 người còn lại trong thang máy đẩy ra ngoài khiến cô không thoát được và đã chết cháy.
Conan sau đó phát hiện ra rằng Nanako và bạn trai của cô, Kousuke Mizutani, thường đi ngắm sao cùng nhau. Conan cũng nhận ra rằng những hiện trường vụ án xảy ra khi được xếp theo số thứ tự từ 1 đến 7 được sắp xếp giống như chòm sao Ngưu Lang - Chức Nữ (Bắc Đẩu và Bắc Cực), từ đó giúp cho Cánh sát nhận ra được hiện trường hiện vụ án cuối cùng là ở vị trí ngôi sao Bắc Cực, tức công viên Shiba. Sau đó, cảnh sát huy động lực lượng và đến tháp Tokyo, ở trung tâm công viên.
Conan sau khi lần mò theo những giấu vết đã kết luận được và chạy lên tháp Tokyo để gặp Mizutani,  là nạn nhân thứ 7 và cũng là người sắp tự tử vì Nanako và để tránh bị bắt. Mizutani nghĩ một trong bảy người ở khách sạn khi đó đã đẩy Nanako ra, nhưng anh trai của Nanako, Kazuki Honjou, xuất hiện và làm chứng rằng anh đã tình cờ nghe được hai người sống sót nói rằng Nanako tự nguyện bước ra để cho họ được sống. Conan biết rằng kẻ giết người là Kazuki vì Mizutani sẽ không giết người để giữ kỉ niệm với Nanako. Kazuki nói với Mizutani rằng những người sống sót đã biết ơn và tưởng nhớ sự hy sinh của Nanako và gửi hoa để tưởng niệm cô. Kazuki nói dối để thao túng Mizutani vào việc trả thù cho Nanako. Mizutani nhận ra rằng Nanako sẽ không muốn anh tự tử và trả đồ đạc của những nạn nhân lại cho Kazuki, hắn bắt Mizutani giữ những đồ vật đó vì khi Mizutani tự tử thì đó chính là bằng chứng để kết tội anh ta đồng thời giúp cho Kazuki thoát tội. Thấy rằng chuyện không thành nên Kazuki rút dao đe doạ Conan và Mizutani. Trong lúc đó, thủ trưởng Matsumoto xuất hiện và bắn rớt con dao khỏi tay của Kazuki.
Conan trước đó đã nhận ra rằng Matsumoto là Irish ngụy trang. Hắn tuyên bố rằng không muốn giết Conan. Hắn là người đã phát hiện ra danh tính thực sự của Conan, hắn phát hiện dấu vân tay giống nhau của Conan và Shinichi bằng cách so sánh dấu vân tay trong mô hình đất nặn của Conan trên lớp và chiếc nón sắt mà Kudo đã đội (trong series Sự Hồi Sinh Liều Lĩnh), từ đó hắn sẽ cho "ông chủ" biết Kudo Shinichi còn sống. "Ông chủ" sẽ biết sai lầm của Gin và trừng phạt Gin, vì Irish muốn trả thù việc Gin đã giết Pisco, người mà hắn xem như cha của mình. Conan yêu cầu hắn giao nộp Thẻ Nhớ, nhưng Irish từ chối. Ran khi không thấy Conan về nhà và nghe được Sonoko nói rằng thấy Conan trên TV nên đã chạy nhanh đến tháp Tokyo, lên đến tháp Ran thấy những vị cảnh sát bị đánh bất tỉnh, nghe được tiếng Conan nên đã chạy lên lầu và nghe Conan nói Thủ trưởng Matsumoto chính là Irish cải trang nên Ran đã sử dụng karate, tung một cú đá vào mặt Irish làm rách một phần của mặt nạ của hắn. Lợi dụng bất ngờ của Ran, Irish đánh bại Ran.
Irish và Conan rượt đuổi nhau ra bên ngoài gần đỉnh tháp, và có một máy bay trực thăng bay đến với Gin, Vodka, Korn, và Chianti đến. Bọn chúng yêu cầu Irish cho xem Thẻ Nhớ từ xa, khi thấy rõ Gin ra lệnh Chianti bắn Irish khiến hắn bị thương nặng. Conan cố gắng để kéo hắn ta đến nơi an toàn, nhưng Gin thấy Conan và bắn xả khiến cho Irish chết, trước khi chết hắn ta  còn nói với Conan rắng "Cậu hãy theo đuổi đến cùng". Và Conan tiếp tục chạy lên đỉnh.
Bọn tổ chức đã lấy súng máy để bắn rượt theo Conan lên đỉnh tháp, phá tan tháp Tokyo. Conan sau cùng đã thoát bằng cách dùng "Đai lưng co giãn" của tiến sĩ Agasa nhảy xuống gần chân Tháp với một chiếc đèn bị bắn rớt. Chiếc đai bật lên làm cho bóng đèn va mạnh vào phần sau trực thăng gây chao đảo. Tổ chức Áo đen tìm cách để bay đi, nhưng máy bay bị rơi. Conan sau đó phát hiện ra rằng bọn chúng thoát ra ngoài trước khi máy bay rơi và thề sẽ tóm gọn tổ chức vào một ngày nào đó.
Tiến sĩ Agasa và Đội Thám tử nhí tìm thấy Matsumoto từ một căn nhà nhỏ ở rừng Beika với sự giúp đỡ của Thanh tra Sato và Takagi.

## Phân vai
- Minami Takayama vai Edogawa Conan
- Megumi Hayashibara vai Haibara Ai
- Kappei Yamaguchi vai Kudo Shinichi
- Wakana Yamazaki vai Mouri Ran
- Akira Kamiya vai Mouri Kogoro
- Ryo Horikawa vai  Hattori Heiji
- Mami Koyama vai Vermouth
- Yukitoshi Hori vai Gin
- Chafurin vai thanh tra Megure
- Atsuko Yuya vai Miwako Satou
- Mvaivaihi Sugawara vai Kazuki Honjou
- Fumiko Orikvaia vai Nanako Honjou
- Yuko Miyamura vai Kazuha Toyama
- Yuuji Takada vai Yamato Kansuke
- Naoko Matsui vai Sonoko Suzuki
- Ryotaro Okiayu vai Fumimaro Ayanokouji
- Seizo Katou vai Kiyonaga Matsumoto
- Toshio Furukawa vai Misao Yamamura
- Takagi Wataru vai Genta Kojima/Takagi
- Yukiko Iwai vai Ayumi Yoshida
- Akio Ohtsuka vai Juugo Yokomizu / Sango Yokomizu
- Ami Koshimizu vai Uehara Yui
- Atsuko Yuya vai Miwako Satou
- Fumihiko Tachiki vai Vodka
- Hiroyuki Kinoshita vai Korn
- Ikue Ohtani vai Mitsuhiko Tsuburaya
- Isshin Chiba vai Isshin Chiba
- Kazuhiko Inoue vai Ninzaburo Shiratori
- Kenichi Ogata vai Hiroshi Agasa
- Kikuko Inoue vai Chianti
- DAIGO vai Kousuke Mizutani
- Nana Mizuki vai phóng viên Yoshii
- Nobutoshi Canna vai Shun Sawamura
- Tomohiro Nishimura vai Minoru Fukvaie
- Yuji Mikimoto vai Irish

### Diễn viên lồng tiếng Việt Nam (HTV3)
- Hoàng Khuyết: Edogawa Conan/Kudo Shinichi
- Thúy Hằng: Mouri Ran
- Ái Phương:Ai Haibara
- Trần Vũ: Mouri Kogoro
- Quang Tuyên: Hattori Heiji
- Thu Hiền: Toyama Kazuha
- Ngọc Quyên: Suzuki Sonoko
- Chơn Nhơn: Agasa Hiroshi/Chiba Kazunobu/Jinno Shuhei
- Kim Ngọc: Yoshida Ayumi
- Chánh Tín: Tsuburaya Mitsuhiko
- Thiện Trung: Kojima Genta
- Trí Luân: Thanh tra Megure
- Tuấn Anh: Shiratori Ninzaburo/Honjou Kazuki
- Huyền Trang: Sato Miwako
- Ngọc San: Takagi Wataru
- Minh Vũ: Yokomizo Sango
- Linh Phương: Ogino Ayami
- Lệ Thu: Uehara Yui
- Thu Huyền: Kaga Shizuko
- Hạnh Phúc: Irish
- Thùy Tiên: Shindo Sunire
- Tuyết Nhung: Yoshii Risa
- Kim Phước: Kitajima Azusa
- Thanh Lộc: Honjou Nanako
- Mỹ Lợi: Fukase Minoru
- Tất My Ly: Gin/Zaitsu Kozo
- Nhất Duy: Vodka
- Hoài Thương: Vermouth
- Kim Anh: Chianti
- Tấn Phong: Korn/Yamato Kansuke

## Sản xuất
- Hãng phim hoạt hình: TMS Entertainment
- Phân phối: Toho
- Sản xuất: NTV
- Shogakukan, Ltd.
- Shogakukan,Inc
- TMS Entertainment
- Yomiuri TV

## Âm nhạc
Bài hát Puzzle trong Single PUZZLE/Revive phát hành vào ngày 1/4/2009 của Kuraki Mai